# Joaquim Henrique Coutinho
Joaquim Henrique Coutinho (Rio de Janeiro, 13 de setembro de 1894 - Rio de Janeiro, 1 de junho de 1965) foi um militar e político brasileiro. Assumiu no governo os seguintes cargos: subchefe do Gabinete Civil da Presidência da República (durante o governo Dutra) e, em 1949, ministro do Tribunal de Contas da União (TCU). Foi presidente do TCU em 1950-1951, 1955-1956 e 1960-1961.